# Coat-Méal

Coat-Méal este o comună în departamentul Finistère, Franța. În 1 ianuarie 2022 avea o populație de 1.135 de locuitori.